# 郭子和 (洪武進士)
郭子和，湖廣安仁人，明朝政治人物、進士出身。

## 生平
洪武十八年，登進士，授廬陵縣縣丞。